# Hyponerita
Hyponerita is een geslacht van vlinders van de familie spinneruilen (Erebidae), uit de onderfamilie Arctiinae.

## Soorten
- H. amelia Schaus, 1911
- H. brueckneri Gaede, 1928
- H. carinaria Schaus, 1905
- H. declivis Schaus, 1905
- H. furva Schaus, 1905
- H. hamoia Joicey & Talbot, 1916
- H. incerta Schaus, 1905
- H. interna Schaus, 1905
- H. ishima Schaus, 1933
- H. lavinia Druce, 1890
- H. lucens Schaus, 1905
- H. ockendeni Rothschild, 1909
- H. pandera Schaus, 1896
- H. parallela Gaede, 1928
- H. persimilis Rothschild, 1909
- H. pinon Druce, 1911
- H. purpureotincta Joicey & Talbot, 1918
- H. rhodocraspis Hampson, 1909
- H. rosaceata Watson & Goodger, 1982
- H. similis Rothschild, 1909
- H. tipolis Druce, 1896
- H. viola Dognin, 1909